# As-Salamiyya
as-Salamiyya (arabiska السلمية) är en stad i västra Syrien, några mil sydost om den större staden Hama. Den är provinsen Hamas näst största stad och hade 66 724 invånare vid folkräkningen 2004.